# Lendvai L. Ferenc
Lendvai L. Ferenc, születési nevén Leimdörfer Ferenc (Mezőberény, 1937. július 2. –) filozófiatörténész, professor emeritus, a filozófiai tudomány kandidátusa (1980), doktora (1994).

## Élete
Leimdörfer Imre (1890–1944) ügyvéd és Soós Róza Emília fővédőnő fiaként született. Apját 1944 májusában elhurcolták a ricsei internálótáborból; Auschwitzban halt meg. 1944-ben Pestszentlőrincre költözött édesanyjával, ahol az év szeptemberében megkezdte iskolai tanulmányait. Budapest ostromát és felszabadulását Zuglóban, egy bérház szenespincéjében élte át. A Steinmetz Miklós Gimnáziumban érettségizett.
Középiskolai tanulmányainak elvégzése (1956) után az Eötvös Loránd Tudományegyetem Bölcsészettudományi Karán 1961-ben magyar–történelem–filozófia szakos tanári oklevelet szerzett. 1961 és 1963 között a Budapesti Orvostudományi Egyetem, illetve Semmelweis Orvostudományi Egyetem Marxizmus–Leninizmus Tanszék Filozófiai Szakcsoportjának gyakornoka, 1963 és 1971 között tanársegéde volt. 1971-től 1980-ig az ELTE BTK Filozófia (később Filozófia II.) Tanszék egyetemi adjunktusa, 1980 és 1988 között (másodállásban 1995-ig) egyetemi docense. 1988–1989-ben az MTA Filozófiai Intézet tudományos igazgatóhelyettese, 1989 és 1992 között tudományos munkatársa, 1992 és 1995 között a Miskolci Egyetem Bölcsészettudományi Intézet, illetve Kar Társadalom- és tudományfilozófiai, illetve Filozófiai Tanszék egyetemi docense, 1995. július 1-től egyetemi tanára, 1993 és 2001 között tanszékvezetője volt. 1984 és 1999 között a Magyar Filozófiai Szemle felelős (fő-) szerkesztője. Alapító tagja a Budapesti Városvédő Egyesületnek.
A filozófiatörténet, a történelem- és kultúrfilozófia területén tevékenykedik, különös tekintettel Karácsony Sándor és Lukács György munkásságára, valamint a magyarországi protestantizmus és a magyarságtudat hagyományainak vizsgálatára. Az 1960–1970-es években kiemelkedő szerepet vállalt a marxista filozófia és a keresztény teológia képviselői közötti párbeszéd előmozdításában.

### Magánélete
Feleségével 1962-ben házasodtak össze, aki 40 évi házasság után hirtelenséggel elhunyt. Egy fiuk (1970) született.
1949 és 2002 között Pestszentlőrincen lakott.

## Tagságai
- Magyar Filozófiai Társaság (1987) alapító tagja, elnökségi tagja (2004-ig)
- MTA Filozófiai Bizottságának tagja (1991–2008), egy ideig titkára
- MTA Doktori Tanács tagja (1995–2000)
- MTA Miskolci Területi Bizottság Filozófiai Munkabizottságának elnöke (1993–2002)
- MTA Miskolci Területi Bizottság Társadalomelméleti Szakbizottságának elnöke (1998–2008)
- Miskolci Akadémiai Bizottság tagja (1998–2003)
- Alkalmazott Filozófiai Társaság (1997) alapító tagja, tiszteletbeli elnöke (1997-től)
- Német-Magyar Filozófiai Társaság (2004)
- Association Internationale des Professeurs de Philosophie (1988)
- Internationale Fichte-Gesellschaft (1989)
- Internationale Hegel-Gesellschaft (1996)
- Internationale Lukács-Gesellschaft (1995)
- Karácsony Sándor Társaság (1991)
- Tőkei Ferenc Társaság (2001)

## Főbb művei
- A filozófia rövid története: A Védáktól Wittgensteinig. Nyíri J. Kristóffal. Budapest: Kossuth Kiadó, 1974. 264 p.
- A marxista-leninista filozófia alapjai. Kelemen Jánossal. Budapest: Kossuth Kiadó, 1979. 312 p.
- Lukács György: A drámaírás főbb irányai a múlt század utolsó negyedében. Szerk. Lendvai L. Ferenc. Budapest: Akadémiai Kiadó, 1980. 275 p.
- A filozófia rövid története: A Védáktól Wittgensteinig. Nyíri J. Kristóffal. 2. javított kiadás. Budapest: Kossuth Kiadó, 1981. 276 p.
- A marxista-leninista filozófia alapjai. Kelemen Jánossal. 2. kiadás. Budapest: Tankönyvkiadó, 1981. 311 p.
- Lukács György: Napló–Tagebuch, 1910-11; Das Gericht, 1913. Szerk. Lendvai L. Ferenc. Budapest: Akadémiai Kiadó, 1981. 96 p.
- A gondolkodás története. Budapest: Móra Kiadó, 1983. 256 p.
- A gondolkodás története. 2. kiadás. Budapest: Móra Kiadó, 1984. 256 p.
- A filozófia rövid története: A Védáktól Wittgensteinig. Nyíri J. Kristóffal. 3. javított kiadás. Budapest: Kossuth Kiadó, 1985. 280 p.
- Karácsony Sándor: A magyar észjárás. Szerk. Lendvai L. Ferenc. 2., javított és bővített kiadás. Budapest: Magvető Kiadó, 1985. 561 p.
- Protestantizmus, forradalom, magyarság: Történetfilozófiai tanulmány. Budapest: Akadémiai Kiadó, 1986. 318 p.
- Dejiny myslenia. Bratislava: Nakladelstvo Pravda, 1986. 283 p.
- A magyar protestantizmus 1918-1948: Tanulmányok. Szerk. Lendvai L. Ferenc. Budapest: Kossuth Kiadó, 1987. 381 p.
- A gondolkodás története. 3., átdolgozott kiadás. Budapest: Móra Kiadó, 1989. 256 p.
- Egy magyar filozófus: Karácsony Sándor. Budapest: Akadémiai Kiadó, 1993. 174 p.
- Társadalomtudomány és filozófia. Szerk. Lendvai L. Ferenc. Budapest: Áron Kiadó, 1994. 273 p.
- Filozófiai vademecum. Budapest: Móra Kiadó, 1995. 117 p.
- A filozófia rövid története: A Védáktól Wittgensteinig. Nyíri J. Kristóffal. 4. kiadás. Budapest: Kossuth Kiadó; Áron Kiadó, 1995. 270 p.
- Demokrácia, pluralizmus, tolerancia. Miskolci Nyári Egyetem 1996. Szerk. Lendvai L. Ferenc. Budapest: Német Népfőiskolai Szövetség, 1996, 209 p.
- Közép-Európa koncepciók. Budapest: Áron Kiadó, 1997. 307 p.
- Demokrácia és patriotizmus az egységesülő Európában. Miskolci Nyári Egyetem 1997. Szerk. Hell Judittal. Miskolc: TIT, 1997. 248 p.
- Bevezetés a filozófiába. Pécs: JPTE, 1998. 162 p.
- Lendvai L. Ferenc – Frenyó Zoltán – Marcel F. Fresco – Paul van Tongeren (szerk.): Orientations: Papers presented to the Conferences of Dutch and Hungarian Philosophers, 1986-1990. Maastricht: Shaker Publishing BV, 2000. 453 p.
- Lendvai L. Ferenc – Orthmayr Imre (vál., szerk.): Újkori társadalomfilozófia: Szöveggyűjtemény I-II. Miskolc: Egyetemi Kiadó, 2000. 407, 348 p.
- Lendvai L. Ferenc – Gerhard Göhler (szerk.): Nationale und europäische Identität (Publicationes Universitatis Miskolciensis. Sectio philosophica. 2000 (6): 1 (különszám). 161 p.
- Lendvai L. Ferenc – Fehér Márta (szerk.): Hársing László 70 éves (Publicationes Universitatis Miskolciensis. Sectio philosophica. 2000 (6): 2 (különszám). 299 p.
- Karácsony Sándor: Magyarság és nevelés: Tanulmányok. Szerk. Lendvai L. Ferenc. Budapest: Áron Kiadó, 2003. 327 p.
- Tőkei Ferenc: Társadalmi formák és közösségek. Szerk. Lendvai L. Ferenc. Budapest: Magiszter Társadalomtudományi Alapítvány, 2005. 354 p.
- Tőkei Ferenc: Ázsiai termelési mód, antikvitás, feudalizmus. Szerk. Lendvai L. Ferenc. Budapest: Magiszter Társadalomtudományi Alapítvány, 2005. 383 p.
- Tőkei Ferenc: Tanulmányok, cikkek, interjúk. Szerk. Lendvai L. Ferenc. Budapest: Magiszter Társadalomtudományi Alapítvány, 2007. 630 p.
- A fiatal Lukács: Útja Marxhoz: 1902-1918. Budapest: Argumentum Kiadó; Lukács Archívum 2008. 441 p.
- Lendvai L. Ferenc – Boros János (szerk.) et al.: Bevezetés a filozófia történetébe: A preszókratikusoktól Derridáig. Budapest: Osiris Kiadó, 2009. 227 p.
- A Gonosz birodalmai, Áron Kiadó, Budapest, 2011. 595 p.